# Atractus matthewi
Atractus matthewi là một loài rắn trong họ Colubridae. Loài này được Markezich & Barrio-Amorós mô tả khoa học đầu tiên năm 2004.